# Campeonato Nacional de Haití 2024
El Campeonato Nacional de Haití 2024 fue la edición número 59 de la Liga de fútbol de Haití, la máxima categoría del fútbol de Haití. La temporada comenzó el 9 de marzo de 2024 y finalizó el 26 de mayo del mismo año.
La competición, denominada Championnat Spécial Division 1, reunió a prácticamente todos los clubes de la primera división nacional, a excepción del Arcahaie FC, Don Bosco FC, Violette AC y AS Mirebalais.
La organización del campeonato tuvo un doble objetivo: además de la reanudación de las actividades futbolísticas paradas en el país durante los últimos tres años debido al clima de seguridad, este campeonato también permitió el regreso de los clubes haitianos en las competiciones de la Concacaf.

## Sistema de disputa
La competición se organizó en un formato particular donde los clubes se dividieron en tres grupos regionales de la siguiente manera:
- Grupo Norte/Centro:

FICA, Capoise, Real Hope, Racing Gônaïves FC y Ouanaminthe.
- Grupo Oeste/Sur:

Tempête FC, Triomphe Liancourt FC, US Rivartibonitienne, Baltimore SC y Cosmopolites SC.
- Grupo Artibonito:

Racing Club Haïtien, America des Cayes, FC Juventus des Cayes y AS Cavaly.
Al finalizar la primera fase, los dos primeros de cada grupo avanzaron a la segunda fase donde se dividieron en otros dos grupos de tres equipos cada. Al finalizar esta segunda fase, el primero de cada grupo clasificó a la final y ganó directamente un cupo para la Copa Caribeña de la Concacaf 2024. Luego, los segundos de cada grupo compitieron en un play-off para determinar el representante de Haití en la CFU Club Shield 2024.

## Equipo participantes
| - America des Cayes - AS Capoise - AS Cavaly - Baltimore SC - Cosmopolites SC - FC Juventus des Cayes - FICA | - Ouanaminthe FC - Racing Club Haïtien - Racing Gônaïves FC - Real Hope FA - Tempête FC - Triomphe Liancourt FC - US Rivartibonitienne |

## Primera fase

### Grupo A
| Pos. | Equipo             | Pts. | PJ | G | E | P | GF | GC | Dif. | Clasificación 2024          |
| ---- | ------------------ | ---- | -- | - | - | - | -- | -- | ---- | --------------------------- |
| 1    | Real Hope FA       | 15   | 8  | 5 | 0 | 3 | 10 | 5  | +5   | Clasifica a la segunda fase |
| 2    | Ouanaminthe FC     | 13   | 8  | 4 | 1 | 3 | 6  | 6  | 0    | Clasifica a la segunda fase |
| 3    | Racing Gônaïves FC | 12   | 8  | 3 | 3 | 2 | 9  | 8  | +1   |                             |
| 4    | AS Capoise         | 11   | 8  | 3 | 2 | 3 | 6  | 6  | 0    |                             |
| 5    | FICA               | 5    | 8  | 1 | 2 | 5 | 2  | 8  | −6   |                             |

Actualizado a los partidos jugados el 28 de abril de 2024.
 Fuente: Soccerway

### Grupo B
| Pos. | Equipo                | Pts. | PJ | G | E | P | GF | GC | Dif. | Clasificación 2024          |
| ---- | --------------------- | ---- | -- | - | - | - | -- | -- | ---- | --------------------------- |
| 1    | Baltimore SC          | 15   | 8  | 4 | 3 | 1 | 7  | 2  | +5   | Clasifica a la segunda fase |
| 2    | Tempête FC            | 11   | 8  | 2 | 5 | 1 | 4  | 3  | +1   | Clasifica a la segunda fase |
| 3    | US Rivartibonitienne  | 10   | 8  | 3 | 1 | 4 | 6  | 4  | +2   |                             |
| 4    | Triomphe Liancourt FC | 9    | 8  | 2 | 3 | 3 | 3  | 5  | −2   |                             |
| 5    | Cosmopolites SC       | 8    | 8  | 2 | 2 | 4 | 4  | 10 | −6   |                             |

Actualizado a los partidos jugados el 28 de abril de 2024.
 Fuente: Soccerway

### Grupo C
| Pos. | Equipo                | Pts. | PJ | G | E | P | GF | GC | Dif. | Clasificación 2024          |
| ---- | --------------------- | ---- | -- | - | - | - | -- | -- | ---- | --------------------------- |
| 1    | America des Cayes     | 14   | 6  | 4 | 2 | 0 | 15 | 3  | +12  | Clasifica a la segunda fase |
| 2    | AS Cavaly             | 9    | 6  | 2 | 3 | 1 | 8  | 7  | +1   | Clasifica a la segunda fase |
| 3    | Racing Club Haïtien   | 6    | 6  | 1 | 3 | 2 | 3  | 9  | −6   |                             |
| 4    | FC Juventus des Cayes | 2    | 6  | 0 | 2 | 4 | 2  | 9  | −7   |                             |

Actualizado a los partidos jugados el 28 de abril de 2024.
 Fuente: Soccerway

## Segunda fase

### Grupo A
| Pos. | Equipo       | Pts. | PJ | G | E | P | GF | GC | Dif. | Clasificación 2024                                             |
| ---- | ------------ | ---- | -- | - | - | - | -- | -- | ---- | -------------------------------------------------------------- |
| 1    | Real Hope FA | 6    | 2  | 2 | 0 | 0 | 4  | 0  | +4   | Clasifica a la final y a la Copa Caribeña de la Concacaf 2024. |
| 2    | Tempête FC   | 3    | 2  | 1 | 0 | 1 | 1  | 2  | −1   | Play-off por la CFU Club Shield 2024.                          |
| 3    | AS Cavaly    | 0    | 2  | 0 | 0 | 2 | 0  | 3  | −3   |                                                                |

Actualizado a los partidos jugados el 19 de mayo de 2024.
 Fuente: Soccerway

### Grupo B
| Pos. | Equipo            | Pts. | PJ | G | E | P | GF | GC | Dif. |                                                                |
| ---- | ----------------- | ---- | -- | - | - | - | -- | -- | ---- | -------------------------------------------------------------- |
| 1    | Ouanaminthe FC    | 4    | 2  | 1 | 1 | 0 | 4  | 2  | +2   | Clasifica a la final y a la Copa Caribeña de la Concacaf 2024. |
| 2    | America des Cayes | 3    | 2  | 1 | 0 | 1 | 2  | 3  | −1   | Play-off por el CFU Club Shield 2024.                          |
| 3    | Baltimore SC      | 1    | 2  | 0 | 1 | 1 | 1  | 2  | −1   |                                                                |

Actualizado a los partidos jugados el 22 de mayo de 2024.
 Fuente: Soccerway

## Fase final

### Tercer lugar
| Local      | Marcador | Visita            | Fecha      |
| ---------- | -------- | ----------------- | ---------- |
| Tempête FC | 0-1      | America des Cayes | 26 de mayo |

### Final
| Local        | Marcador       | Visita         | Fecha      |
| ------------ | -------------- | -------------- | ---------- |
| Real Hope FA | 1-1 (4–2 pen.) | Ouanaminthe FC | 26 de mayo |

| Bandera de Haití                |
| Campeón Real Hope FA 2.° título |